# NGC 5420
NGC 5420 este o galaxie spirală situată în constelația Fecioara. A fost descoperită în 6 iunie 1885 de către Francis Leavenworth.